# Grallaria nuchalis
Grallaria nuchalis là một loài chim trong họ Grallariidae.